# Lonicera calcarata
Lonicera calcarata är en kaprifolväxtart som beskrevs av William Botting Hemsley. Lonicera calcarata ingår i släktet tryar, och familjen kaprifolväxter. Inga underarter finns listade i Catalogue of Life.